# Rectoria de Sant Bartomeu Sesgorgues
La Rectoria de Sant Bartomeu Sesgorgues és una rectoria reconvertida en casa de colònies de Tavertet (Osona) inclosa a l'Inventari del Patrimoni Arquitectònic de Catalunya.

## Descripció
Antiga rectoria de planta rectangular coberta a dues vessants i amb el carener perpendicular a la façana la qual es troba orientada a llevant, amb un portal rectangular i una finestra a la planta. A la cantonada dreta del mur de migdia hi ha un altre portal amb una grossa llinda de pedra i una finestra al primer pis, així com un balcó, al segon, les finestres són de dimensions més reduïdes. A ponent hi ha una àmplia terrassa a nivell del primer pis, aquest sector és arrebossat, la resta de la casa es construïda en pedra basta, i les obertures i escaires amb els carreus ben carejats.

## Història
Aquesta rectoria, avui convertida en casa de colònies, fou construïda al segle xix sobre uns terrenys cedits pels propietaris del mas del Vilar o Desvilar. Fou amb motiu de que la parròquia es va independitzar de Sant Martí Sescorts i s'erigí com a parròquia independent.